# スコリア丘

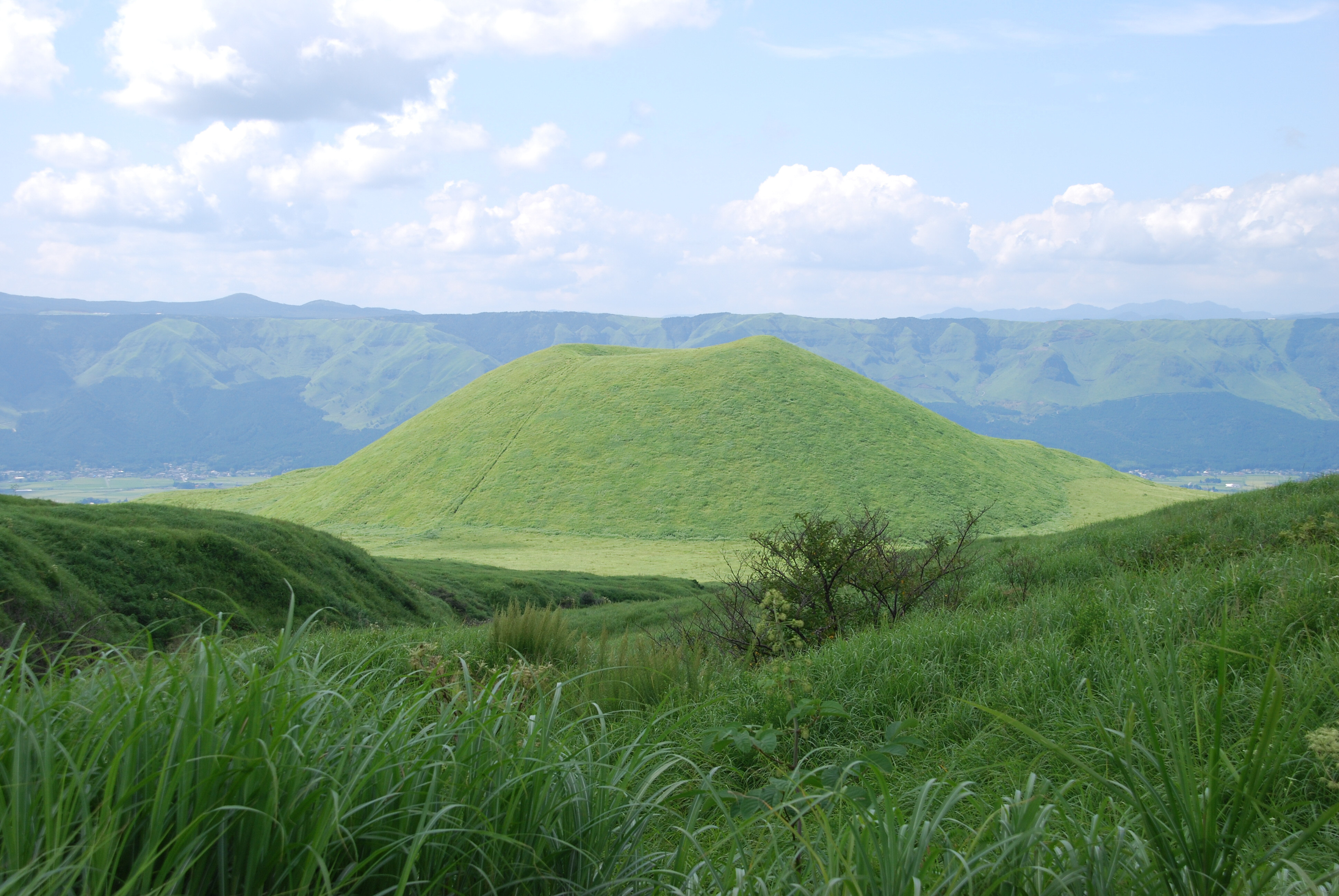
米塚スコリア丘（阿蘇山の側火山）

スコリア丘（スコリアきゅう、英語: scoria cone）は、玄武岩質から安山岩質のマグマによる噴火活動により地表面にスコリア（岩滓。マグマが吹き上げられて飛散冷却してできる岩塊で、多孔質で黒っぽいもの）が放出され、火口の周りに積もって崖錐斜面をつくり、円錐台形の山を成したものを指す。小規模な火山の一種である。「噴石丘」とも言う。

## 概要

スコリア丘の断面

スコリア丘を形成する火山活動は、主に玄武岩から安山岩によるもので、そのほとんどは一度の活動によってできた単成火山であり、規模は小さい。形成される場所は、複成火山の側火山や独立単成火山群の一部であることが多いが、まれに単独のものもある。また、複成火山の山頂火口内に一度の噴火で形成され、その後の噴火や陥没により、非常に短期間で消滅することもある（例えば、伊豆大島の三原山の三原新山など）。

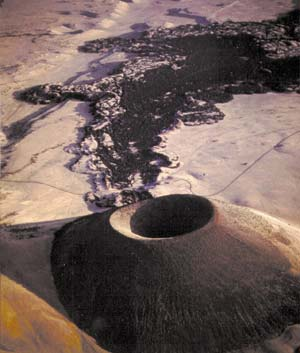
SPマウンテンスコリア丘。麓から流れ出る溶岩流（アメリカ・アリゾナ州）

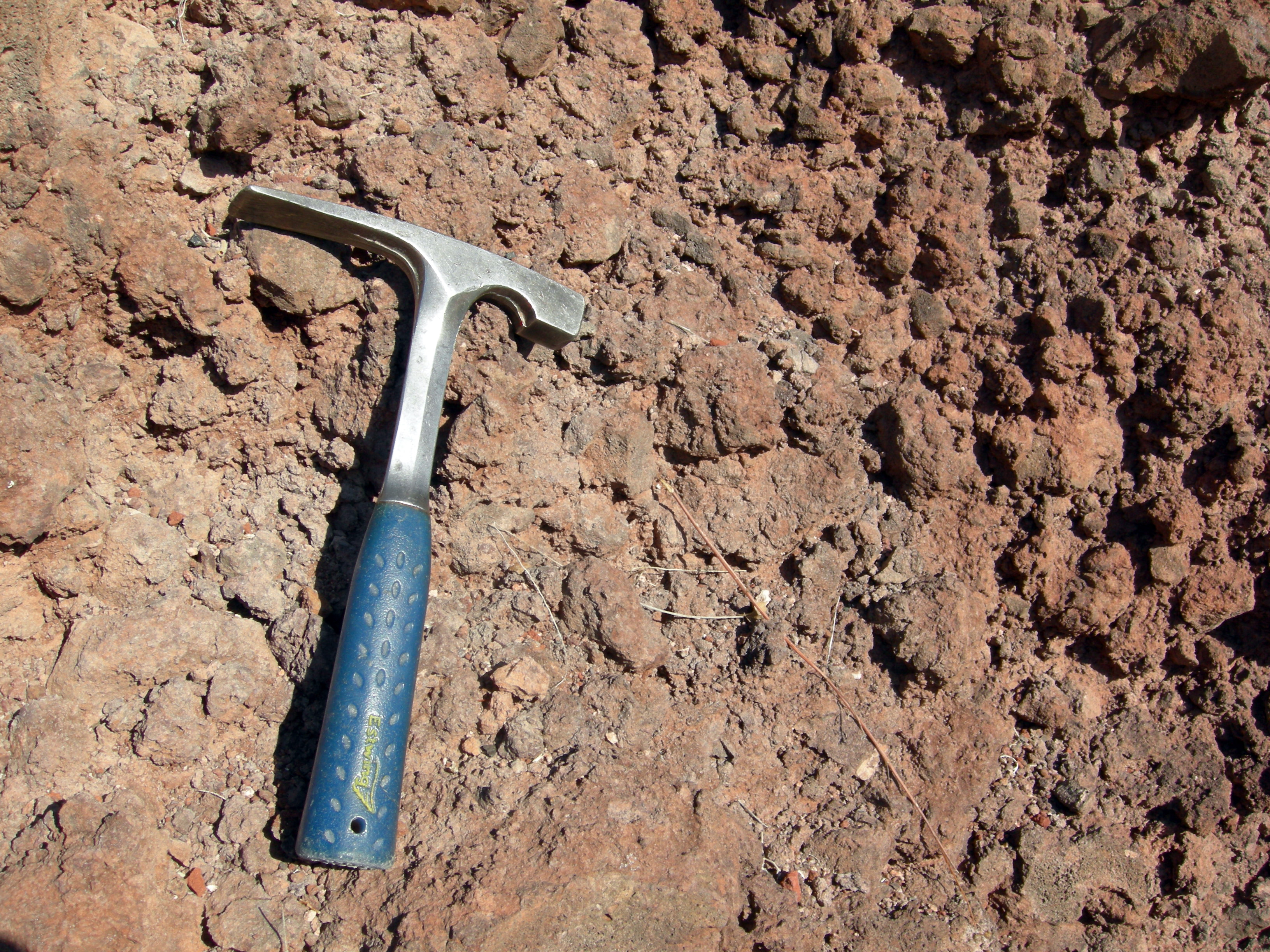
スコリア

スコリア丘の形成中に大量のマグマが地下から溶岩となって噴出すると、多孔質の噴石が積み重なって空洞部分が多いスコリア丘より溶岩の密度が大きいので、スコリア丘と基盤の間から染み出るように流出する。そうすると、溶岩流は上に乗っているスコリア丘を破壊しながら流下する。これによりスコリア丘は馬蹄形（U字型）の形状となる。溶岩流の上にはスコリアの残骸がのっていて、これをスコリアラフトという。
また、形成される期間によっても形が変わってくる。短期間で形成されたスコリア丘は、溶結して鏡餅のようになったり（数時間以内に形成されたものに限る）、不規則な形をしていることが多い。長期間（数か月単位）かけて形成されたものは、活動を続ける間にスコリアが均等に飛散・堆積して不規則な形状をならしてしまうが、流動性のない岩塊が積み上がってできるため、非常に安定した斜角（安息角）をしており、成層火山に見られるような裾を引かず、円錐台形になる（coneという名称はこれに由来する）。2013年より、小笠原諸島の西之島で成長中のスコリア丘はその一例であり、噴火推移の経時変化により、山体の成長と崩壊を繰り返している様子が分かる。

## ギャラリー

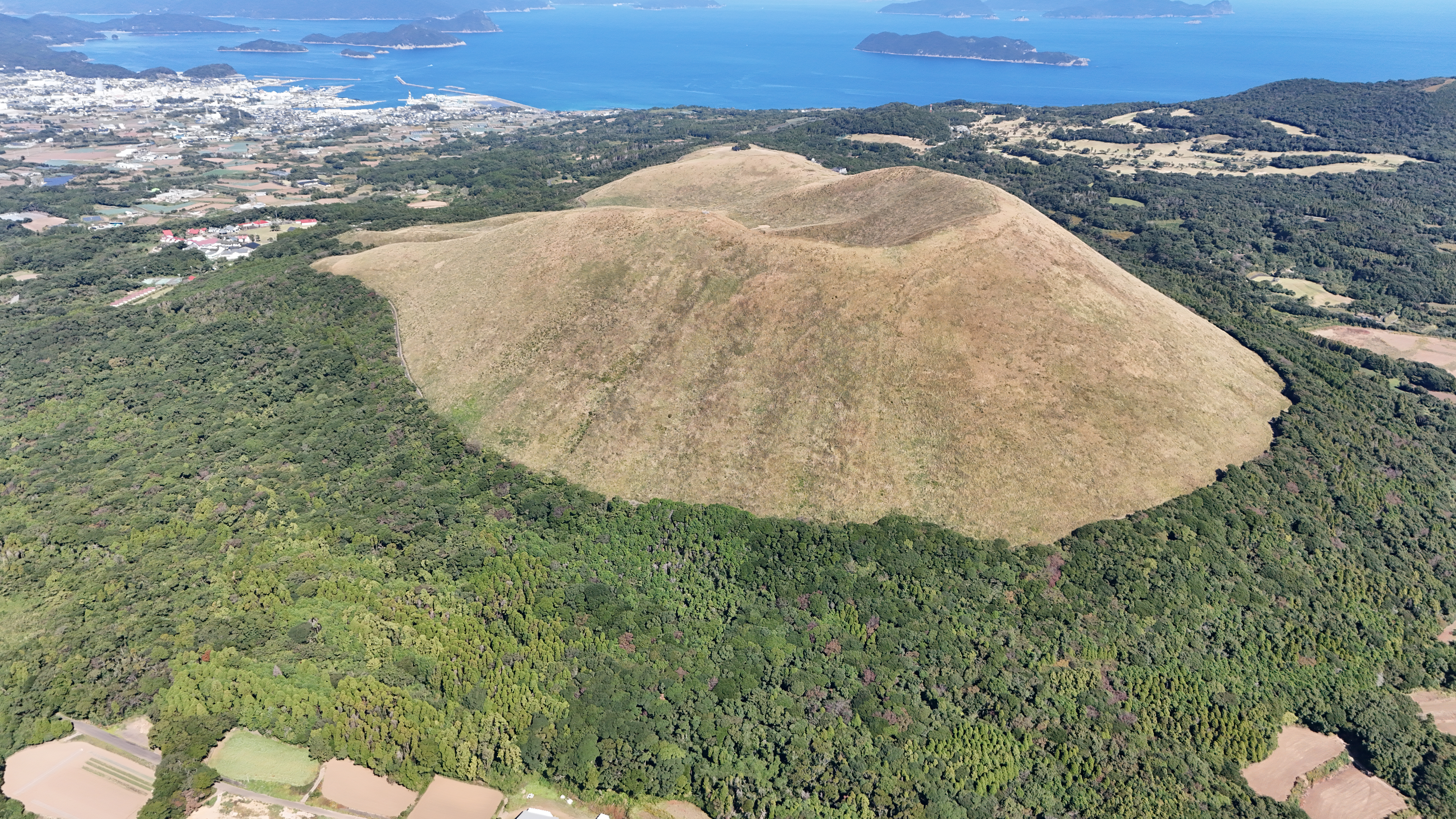
溶岩流の流出により,北側に馬蹄形状の崩壊地形を持つ。